# Климакс
Кли́макс (климактерический период, от греч. κλῖμαξ «лестница») — период физиологической перестройки организма биологической особи, характеризующийся постепенной инволюцией, угасанием функции половой системы, происходящим в связи с возрастными изменениями. Наблюдается как у женщин, так и у мужчин. У женщин он протекает острее и довольно быстро (в течение 3-5 лет), у мужчин — мягче и длительнее. По отношению к женщинам также употребляют термин менопауза.
У женщин прекращается возможность иметь детей, характеризуется нерегулярностью или полным прекращением менструаций. В среднем наступает примерно в 50 лет, но это время может сильно варьироваться. Некоторые женщины переносят климакс очень тяжело, с нарушением кровяного давления, нервными расстройствами и др. С 1950-х годов стала применяться заместительная гормональная терапия, при которой используют эстроген отдельно или вместе с прогестероном.
У мужчин в яичках уменьшается число клеток, вырабатывающих половые гормоны, в результате снижается их содержание в крови, нарушается согласованная деятельность желёз внутренней секреции, что приводит к расстройству той или иной функции организма. Чаще всего нарушается деятельность сердечно-сосудистой системы: могут отмечаться боли в области сердца, ощущение пульсации в голове, головокружение, повышение кровяного давления. Иногда слабеет память, снижается работоспособность.

## Симптомы
Климакс может сопровождаться следующими симптомами:
- «приливы» (внезапные покраснения лица, шеи, груди, затылка, сопровождающиеся чувством жара и обильным выделением пота)
- нестабильное кровяное давление;
- частая смена настроения без причин;
- учащенное сердцебиение;
- потливость;
- повышенная чувствительность и нервная возбудимость;
- нарушения сна;
- мигрень;
- увядание кожи, резкое появление морщин;
- плохое самочувствие, общая слабость;
- одышка и чувство нехватки воздуха;
- головокружение;
- тошнота;
- нарушение равновесия при ходьбе;
- увеличение веса;
- снижение либидо;
- сухость и зуд во влагалище;
- боли при мочеиспускании;
- рассеянность, забывчивость.